# Iresine macbridei
Iresine macbridei là loài thực vật có hoa thuộc họ Dền. Loài này được Standl. mô tả khoa học đầu tiên năm 1936.